# Бойко Анатолій Федорович
Анатолій Федорович Бойко (нар. 1933 — ?) — український радянський діяч, 1-й секретар Покровського і Магдалинівського райкомів КПУ Дніпропетровської області. Член ЦК КПУ в 1976—1981 роках.

## Життєпис
Член КПРС з 1956 року.
Перебував на відповідальній партійній роботі.
На 1973—1974 роки — 1-й секретар Покровського районного комітету КПУ Дніпропетровської області.
На 1975—1979 роки — 1-й секретар Магдалинівського районного комітету КПУ Дніпропетровської області.
Потім — на пенсії.